# Liste des espaces naturels protégés des Marches
Liste des espaces naturels protégés des Marches.

## Parcs nationaux
- Parc national des Monts Sibyllins
- Parc national du Gran Sasso e Monti della Laga

## Parcs régionaux
- Parc naturel régional du Mont San Bartolo
- Parc naturel régional de Sasso Simone et Simoncello
- Parc naturel régional de la Gola della Rossa et Frasassi
- Parc naturel régional du Conero

## Réserve naturelle d'État
- Réserve naturelle de l'abbaye de Fiastra
- Réserve naturelle du Mont Torricchio
- Réserve naturelle d'État des Gorges du Furlo

## Réserve naturelle régionale
- Réserve naturelle régionale orientée de Ripa Bianca
- Réserve naturelle régionale de Sentina
- Réserve naturelle régionale du Mont San Vicino et du Mont Canfaito